# مجیب الرحمن څمکنی
مجیب الرحمن چمکنی (زاده ۱۳۵۱ ولسوالی چمکنی پکتیا) سیاستمدار افغانستان و نماینده سابق مردم پکتیا در دوره شانزدهم مجلس نمایندگان و والی ولایت پکتیکا است. ایشان در مجلس شانزدهم نمایندگان افغانستان عضو کمیسیون صحت، تربیت بدنی، کار و کارگر و جوانان می‌باشد.

## زندگی‌نامه
مجیب الرحمن څمکنی زاده ۱۳۵۱ از ولسوالی چمکنی ولایت پکتیا می‌باشد. ایشان تحصیلات ابتدایی خود را در لیسه عبدالله بن مسعود در خیبر پشتونخوا به پایان رسانیده است و پس از آن در سال ۱۳۸۰ از دانشگاه طب افغان در پیشاور پاکستان فارغ‌التحصیل شده‌است. وی پس از آن در بخش صحت و درمان مشغول به فعالیت بوده‌است.

## دیگر فعالیت‌ها
دیگر فعالیت‌های ایشان:
- فعالیت پزشکی در پیشاور و پکتیا به مدت ۸ سال.
- مشاور اداره امور شورای وزیران.